# Aeschynanthus lasiocalyx
Aeschynanthus lasiocalyx är en tvåhjärtbladig växtart som beskrevs av Wen Tsai Wang. Aeschynanthus lasiocalyx ingår i släktet Aeschynanthus och familjen Gesneriaceae. Inga underarter finns listade i Catalogue of Life.